# 火炎放射戦車

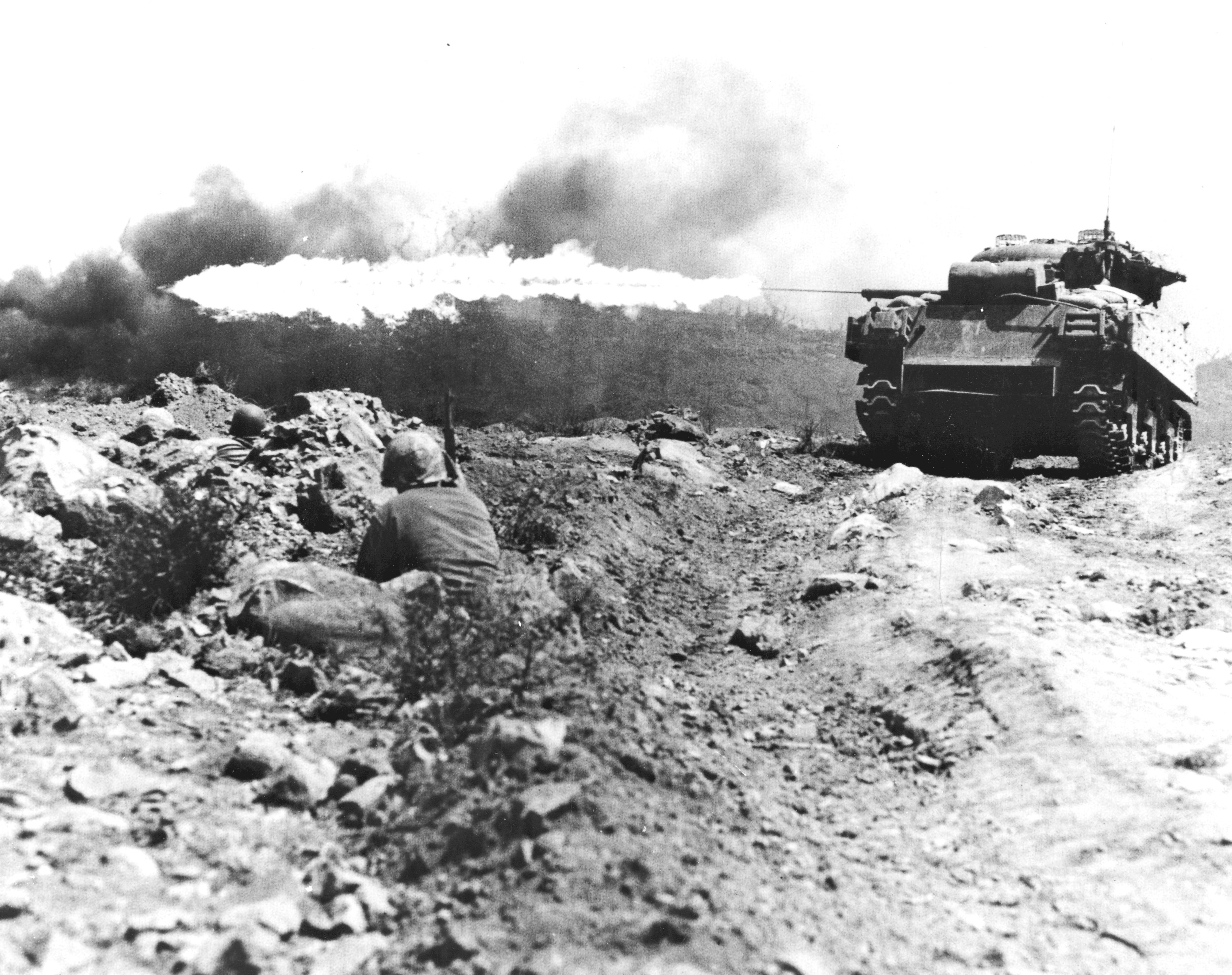
硫黄島での火炎放射戦車（第二次世界大戦）

火炎放射戦車（かえんほうしゃせんしゃ）は、火炎放射器を搭載した戦車。陣地攻撃、森や建物・塹壕に潜む敵兵のあぶり出しなどに使用された。
砲塔や車体前面など、搭載形態は車種や開発国によって異なる。
最初に火炎放射戦車を使用したのは、1936年のエチオピアにおけるイタリア軍といわれる。L3軽戦車にトレーラー式の油槽を装備したものであった。初めて組織的に火炎放射戦車を運用し始めたのは第二次世界大戦中のドイツ国防軍・ソ連赤軍である。携帯式の火炎放射器と比較し、燃料搭載量が多いことが利点となっている。油輸送専用のトレーラーを牽引させる方式と、戦車内に油槽を持たせる方式に二分できる。
第二次大戦以降は、歩兵の対戦車兵器が急速に進歩して、もともと射程が短かった火炎放射器を射程面で凌駕し、火炎放射戦車の方が射程外から反撃されるようになったため、ほとんど開発・使用されていない。

## 各国の使用状況

### ドイツ軍の火炎放射戦車
I号戦車への火炎放射器搭載
機関銃しか搭載していないI号戦車の火力アップのため、試験的に歩兵用の火炎放射器が取り付けられた。戦場にて現地改造されたものであり、正式なものではない。
II号戦車火炎放射型（フラミンゴ）
正式に専用火炎放射器を搭載。II号戦車D/E型をベースにしたもので、砲塔から機関砲を除去、空いたスペースに油槽を設け、既存の砲塔とは別に車体前方両側に旋回式の放射塔を搭載した。
B2火炎放射戦車
鹵獲したフランス製 ルノーB1 bis 戦車を改造したもので、車体に装備されていた75mm砲を火炎放射器と入れ替えたもの。
III号戦車火炎放射型
III号戦車M型の主砲の代わりに火炎放射器を装備し、360度全周への放射を可能にした。
III号突撃砲（火炎放射型）
III号突撃砲の主砲の代わりに火炎放射器を装備したもの。修理のために後送されてきた突撃砲を改造して製作された。
火炎放射戦車38
駆逐戦車38を改造し、主砲に代えて火炎放射器を搭載したタイプが作られた。
その他にも装甲兵員輸送車にも火炎放射器を搭載したSd Kfz 251/16などがある。

### ソ連軍(ロシア軍)の火炎放射戦車
OT-27
T-27豆戦車に火炎放射器を装備したもの。
OT-26
T-26軽戦車の主砲の代わりに火炎放射器を装備したもので、ソ連・フィンランド戦争の際広く使われた。
OT-37
T-37浮航戦車に火炎放射器を装備したもの。
OT-130
T-26軽戦車の45mm砲搭載型の主砲の代わりに火炎放射器を装備したもの。
OT-133
T-26軽戦車の傾斜装甲タイプの主砲の代わりに火炎放射器を装備したもの。
従来の火炎放射戦車は元が軽戦車だったため、打たれ弱かった反省から、中戦車T-34・重戦車KV系の火炎放射化が決定された。
OT-34
T-34の車体前方機銃を火炎放射器に入れ替え、主砲と併用できるようにした戦車。T-34-85ベースのものはOT-34-85。
KV-8
KV-1の76mm主砲を45mm砲に小型化したスペースに火炎放射器を搭載した。敵に狙われないよう、主砲はダミーの太い筒で覆ってあった。KV-1SベースのものはKV-8S。
TOS-1
T-72の車体に多連装サーモバリックロケットランチャーを装備したもの。厳密に言えばロケット砲戦車（あるいは自走式ロケットランチャー）であるが、本車はサーモバリック弾以外を装備することができないため、火炎放射戦車であるといえる（英語版の項でも「Heavy Flame Thrower System」すなわち重火炎放射システムとされている）。現在唯一現用の火炎放射戦車でもある。
BMO-1
BMP-2の車体をベースに火炎放射器隊専用に改造した装甲兵員輸送車である。内部には火炎放射器隊用の火炎放射器とRPOロケットランチャーを搭載している為、搭乗歩兵数は少なくなったものの快適な生活空間を維持している。本車自体に火炎放射機能はない。
BMO-T
T-72の車体を火炎放射器隊用に改造した重装甲兵員輸送車である。RPOロケットランチャーを多数保持し、火炎放射器部隊に補給と支援を行う。本車自体に火炎放射機能はない。

### イギリスの火炎放射戦車
遅まきながら、イギリスも火炎放射戦車を運用し始めた。
チャーチル・Oke
チャーチル歩兵戦車に歩兵用の火炎放射器を改造して装備。3両がディエップの戦いに投入されたが、全車未帰還。
チャーチル・クロコダイル火炎放射戦車
チャーチル歩兵戦車を改造、前部機銃を火炎放射器に入れ替えた。トレーラー方式を復活させ、圧倒的な射程と放射時間を実現し、ドイツ軍の恐怖の的となった。
トータス重突撃戦車
計画段階で火炎放射器の搭載型が存在した。
この他、ユニバーサル・キャリアにも火炎放射器装備型「ワスプ」が存在した。

### イタリアの火炎放射戦車
L3火炎放射戦車
燃料タンクを牽引する方式。

### アメリカの火炎放射戦車
海兵隊が太平洋戦線で使用するために、M3やM5といった軽戦車、M4中戦車を改造して火炎放射器を搭載した。硫黄島の戦いや沖縄戦などで、日本軍の地下壕に対して歩兵が携帯する火炎放射器と併せ使用されている。
第二次世界大戦後の朝鮮戦争でも使用され、第一次インドシナ戦争やインドネシア独立戦争でもアメリカから供給された車輌が使用された。
ベトナム戦争でも、M113装甲兵員輸送車をもとにしたM132自走火炎放射器とともに、M48パットンをもとにしたM67火炎放射戦車を使用した。

### フランスの火炎放射戦車
ルノーB1
ドイツ軍に鹵獲され、「シャールB2」として75mm砲を火炎放射器に換装、歩兵支援用の火炎放射戦車として使われた。

### 日本の火炎放射戦車
九五式軽戦車
火炎放射器を搭載したバリエーションが存在した。
装甲作業機戊型
火焔作業車（試製火焔発射戦車 カホ車）
九七式中戦車の車体をベースとした工兵車両。万能型の装甲作業機に代わって、各機能に特化した専用車両の一つ。「各種固定目標および移動目標の火焔による制圧」を任務とし、第三陸軍技術研究所が開発した。新造された車体上部の左右袖部前面に火炎放射器を計2基装備する。砲塔を持つが、九七式中戦車のように車体右側に偏っておらず、車体中央に配置されている。砲塔に九七式五糎七戦車砲らしき物を装備するが、本物かダミーかは不明。自衛用火器を備える。1943年以降の生産と考えられている。生産台数を含め、詳細は不明。「試製火焔発射戦車 カホ車」は後に付けられた便宜上の名称であり、正式名称ではない。本車は工兵車両なので、正式には火炎放射「戦車」ではない。

### その他の国の火炎放射戦車
マチルダ・フロッグ
オーストラリア軍がマチルダII歩兵戦車を改造したもの。